# فيليب بليس
فيليب بليس (بالإنجليزية: Philip Bliss)‏ هو كاتب ترانيم ومغني وملحن ومغن مؤلف أمريكي، ولد في 9 يوليو 1838 في مقاطعة كلرفيلد في الولايات المتحدة، وتوفي في 29 ديسمبر 1876 في أشتابولا في الولايات المتحدة.

## وصلات خارجية
- فيليب بليس على موقع ميوزك برينز (الإنجليزية)
- فيليب بليس على موقع أول ميوزيك (الإنجليزية)
- فيليب بليس على موقع ديسكوغز (الإنجليزية)